# 집으로 (로스트)
"집으로"는 미국의 방송사 ABC의 드라마 로스트의 시즌 4 시즌 피날레 에피소드로 시즌 4에는 12번째에서 14번째 에피소드에 해당되며 로스트 시리즈 전체를 통틀어서는 84~6번째 에피소드에 해당되는 화이다. 3번 연달아 방영된 이 에피소드의 파트 1은 먼더 2008년 5월 15일에 방영되고 그 후, 파트 2, 3은 2편 연속으로 같은 해 5월 29일에 방영되었다. 이 에피소드의 각본은 시리즈의 총감독인 칼톤 쿠즈와 데이먼 린델로프에 의해 구성되었으며 파트 1의 감독은 역시 시리즈 총감독인 스테판 윌리엄스가 파트 2는 잭 벤더가 맡았다.
이 에피소드는 2004년 12월 말, 오세아닉 815편이 추락한지 100일째 되는 이야기를 다루고 있다. The survivors of the crash team up with the 아더스, natives of the island where the plane crashed, to confront the mercenaries from the freighter Kahana, who have come to the island. Following this, some of the survivors escape the island, which is afterwards moved by 벤 라이너스 (마이클 에머슨). 과거 장면에서는 2005년 1월 섬에서 탈출한 직후의 모습과 2007년 말, 이전 시즌의 피날레 거울 해치 에피소드에서 존 로크 (테리 오퀸) 가 그 후 죽었다는 사실과 잭 셰퍼드(메튜 폭스)가 그의 시신을 찾아가는 모습을 다루고 있다.
2007-2008 미국 작가 노조 파업으로 인해 Production and broadcast of the fourth season were interrupted, the writers were unable to compress the remainder of season four into the five allotted episodes and the season finale was extended by one hour. 나중에, 제작 스케줄 및 차기 시즌 작업 기간이 2달에서 3주로 축소되었다.
파트 2 부분은 미국에서 120만명의 시청 인구를 확보하였으며 이 인구는 에피소드가 방영된 주에서 가장 많은 시청 인구를 확보한 수치이며 시리즈 중에서도 가장 많았던 에피소드에 해당되며 두 파트 모두 여러가지의 찬사를 받기도 하였다. Matthew Fox's acting in his flashforward scenes was praised, as was Michael Giacchino's musical score. 이 에피소드는 프라임타임 에미상과 에디 상 후보에 올랐었다.
미국 현지 방영 제목은 There's No Place Like Home (집 같은 곳은 어디에도 없다)이다. 이 제목은 오즈의 마법사 동화의 제목에서 따온 것이기도 하다.